# Котерский, Марек
Марек Котерский (пол. Marek Koterski) — польский режиссёр, сценарист и актёр

## Биография
Марек Котерский родился в оккупированном Кракове, 3 июня 1942 года. После войны семья Котерских переехала во Вроцлав.
После окончания школы, Котерский поступил во Вроцлавский университет. В 1967 году он написал рассказ «Zaczerpnąć dłonią», посвящённый трагической гибели Збигнева Цибульского, и опубликованный в одном из литературных альманахов Вроцлава.
В 1972 году Марек Котерский дебютировал на экране, в фильме Януша Заорского «Uciec jak najbliżej». Позже он выступил в качестве помощника режиссёра в другом фильме Заорского, «Хлеб наш насущный» (пол. Chleba naszego powszedniego; 1974 год).
Первый собственный фильм Котерского, «Дом сумасшедших», вышел в 1985 году. Он был достаточно хорошо принят, и получил две награды на кинофестивале «Молодёжь и Кино», проходящем в Кошалине. Связующим звеном кинолент Марека Котерского является выдуманный персонаж, польский интеллектуал Адаш Мяучиньский, так или иначе присутствующий во всех его фильмах.
Одина из самых известных работ Котерского — фильм «День психа» (2003 год). В нём Мяучиньский страдает от реальности, унизительно низкой зарплаты и чувства своей второсортности в нынешнем рыночном обществе, что приводит к серьёзным психологическим проблемам. За этот фильм Марек Котерский получил Польскую кинонаграду (пол. Polskie Nagrody Filmowe) в категории «Лучший сценарист», а Марек Кондрат, исполнивший в нём главную роль, победил в категории «Лучший актёр». Фильм «Каждый из нас — Христос», вышедший на экраны в 2006 году тоже был отмечен Польской кинонаградой в категориях «Лучший сценарист» (Марек Котерский) и «Лучший монтаж» (Ева Смаль).
У Марека Котерского есть сын, Михал, он актёр.

## Избранная фильмография
| Год  | Название на русском     | Название на польском         | Участие                    |
| ---- | ----------------------- | ---------------------------- | -------------------------- |
| 1985 | Дом сумасшедших         | Dom wariatów                 | режиссёр, сценарист, актёр |
| 1987 | Внутренняя жизнь        | Życie wewnętrzne             | режиссёр, сценарист        |
| 1989 | Порно                   | Porno                        | режиссёр, сценарист        |
| 1991 | Сейшелы                 | Seszele                      | актёр                      |
| 1995 | Ничего смешного         | Nic śmiesznego               | режиссёр, сценарист        |
| 1999 | Айлавью                 | Ajlawju                      | режиссёр, сценарист        |
| 2003 | День психа              | Dzień świra                  | режиссёр, сценарист        |
| 2006 | Каждый из нас — Христос | Wszyscy jesteśmy Chrystusami | режиссёр, сценарист        |